# Amiga Addict
Amiga Addict fue la primera revista de Amiga en ser vendida en kioscos en el Reino Unido e internacionalmente, ya que la revista Total Amiga cerró en 2007. Amiga Addict ha sido elogiada parcialmente por los desafíos por los que ha pasado al intentar mantener relevante a Amiga, la cual se ha convertido en una plataforma de nicho hoy en día.
Amiga Addict es una revista publicada por Simulant Systems para los usuarios y entusiastas de las computadoras Commodore Amiga y posteriores PPC derivados. El primer número fue publicado en diciembre de 2020 a pesar de haber usado el título «Número del 1 de enero de 2021». La revista busca preservar la historia del hardware de computadora Amiga, sus juegos y software entrevistando a exprofesionales de la industria mientras celebra el creciente público de Amiga.
La revista está dividida en secciones, las cuales incluyen a «Regulars» (cartas, demos y portadas de los lectores), «Onscreen» (reseñas de juegos), «Amiga Focus» (comunidad moderna), «Amiga Insights» (entrevistas) y «Testbench» (reseñas de hardware/software).
Amiga Addict se encuentra activa actualmente y listada en los archivos de la Biblioteca Británica con el número ISSN 2754-706X.

## Contenido destacado
Desde su lanzamiento, Amiga Addict ha documentado eventos de la historia de Amiga, como el diseño inicial de la A1000 y sus especificaciones. Su primer número incluía una entrevista exclusiva con el ingeniero de hardware de Amiga, Dave Haynie. Su siguiente entrega contaría con invitados especiales de DMA Design, con Mike Dailly y David Jones relatando la historia de cómo el estudio responsable de Lemmings y Grand Theft Auto empezó y evolucionó. En revistas posteriores, los lectores verían las ideas de personajes como Trip Hawkins (fundador de Electronic Arts), Stoo Cambridge y el ingeniero de hardware Joseph C. Decuir (quien trabajó en las computadoras de Amiga y Atari, al igual que Bluetooth, IEEE y USB), estos últimos dos de Sensible Software. También se ha entrevistado a otras figuras importantes de la historia de las computadoras, documentando historias del desarrollo de juegos innovadores como Beneath a Steel Sky de Revolution Software y Alien Breed de Team17. Se han publicado historias de estudios de software, y han aparecido perfiles de Digita International, Lucasfilm Games y Core Design.
La revista Amiga Addict también publica sus propios portadiscos, incluyendo software y juegos en disquetes o en formato CD-ROM. Estos no son incluidos en todos los números.